# Prosopocera rogueti
Prosopocera rogueti is een keversoort uit de familie van de boktorren (Cerambycidae). De wetenschappelijke naam van de soort werd voor het eerst geldig gepubliceerd in 2012 door Vitali & Vitali.